# ۶۷۴ (پیش از میلاد)
۶۷۴ (پیش از میلاد) ۶۷۴مین سال قبل از تقویم میلادی است.